# غوتفريد هاينريش (كونت بابنهايم)
غوتفريد هاينريش، كونت بابنهايم (بالألمانية: Gottfried Heinrich Graf zu Pappenheim ؛ 29 مايو 1594 - 17 نوفمبر 1632) قائد عسكري مهم في خدمة الرابطة الكاثوليكية والامبراطورية الرومانية المقدسة خلال حرب الأعوام الثلاثين ، وحتى وفاته التي وقعت خلال معركة لوتسن .